# Geografia della Repubblica del Congo

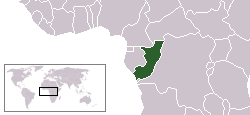
Localizzazione della Repubblica del Congo

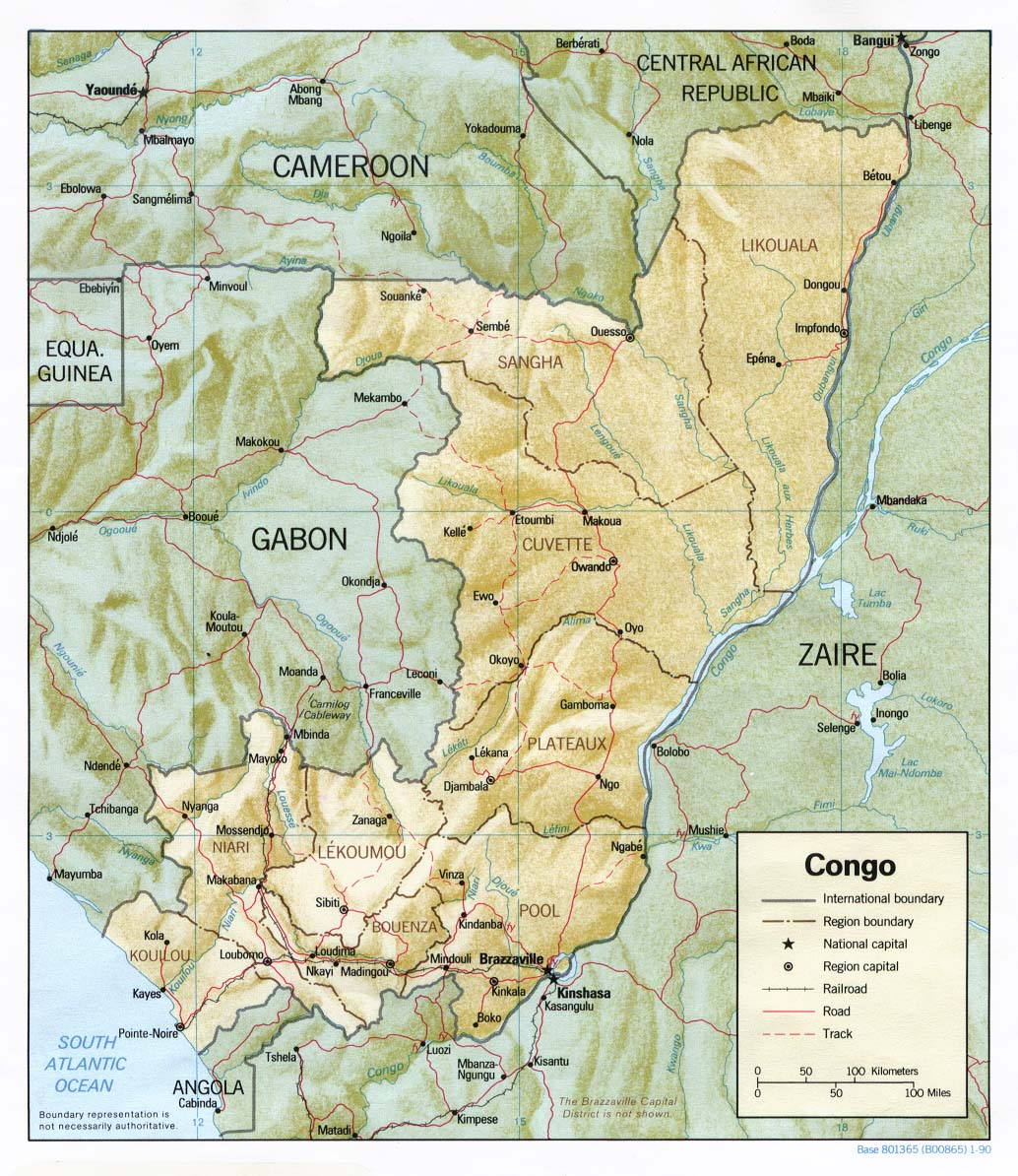
Mappa della Repubblica del Congo

La Repubblica del Congo è uno Stato situato nell'Africa Centrale a cavallo dell'Equatore. Si estende tra l'estremo nord-occidentale del bacino del Congo e gli altopiani del Gabon.

## Dati generali

### Confini
Confina a nord con il Camerun per 523 km e con la Repubblica Centrafricana per 467 km, a est e sud con la Repubblica Democratica del Congo (per 2.410 km), a sud confina inoltre con l'exclave angolana di Cabinda per circa 201 km, a ovest confina con il Gabon per 1.903 km.
Si affaccia inoltre sul Golfo di Guinea (Oceano Atlantico) per uno sviluppo costiero complessivo di 169 km.

### Superficie
Lo Stato ha un'estensione di 342.000 km² 500 dei quali sono costituiti da acque interne.

## Morfologia
Il territorio è caratterizzato da una stretta fascia costiera pianeggiante ricca di depositi alluvionali e banchi di sabbia e che si estende al massimo per 40 km, solo nella parte meridionale, poco distante da Pointe-Noire diviene più scogliosa e impervia. Verso l'interno si incontra dapprima una dorsale montuosa solcata da corsi d'acqua che scorrono verso l'Oceano Atlantico e ricca di giacimenti di minerali. La montagna più alta del paese è il Nabeba (1.020 metri s.l.m.).
Più all'interno vi è un'ampia area di altopiani che ricoprono circa i tre quinti dell'intero territorio del paese.

## Idrografia
Gran parte del paese fa parte del bacino idrografico del Congo ad eccezione dell'area costiera che appartiene al bacino del Kouilou e che è separata dal bacino del Congo dai rilievi della zona di Cabinda.
Le acque giungono al Congo tramite diversi fiumi che attraversano il paese come il Sangha, il Likouala e l'Alima.

### Fiumi
Il confine orientale con la Rep. Dem. del Congo è in gran parte delimitato nella parte settentrionale dal fiume Ubangi e in seguito dal fiume Congo. L'Ubangi è uno degli affluenti principali del Congo.
La capitale, Brazzaville, si affaccia sulla riva settentrionale del Pool Malebo, un'ampia ansa del Congo.

### Laghi
I laghi principali del paese sono il Lac Tchibenda situato nella fascia costiera e il Lac Télé.

## Clima
Per la sua posizione ha un clima di tipo tropicale caratterizzato da elevata piovosità, temperature abbastanza costanti e umidità elevata. La stagione della pioggia va da gennaio a maggio.
Nella parte costiera il clima è influenzato dalla corrente di Benguela che mitiga gli effetti della latitudine.

### Temperatura e precipitazioni
Le precipitazioni annue vanno da 1.400 mm a 1.900 mm, sono inferiori nelle aree costiere e nella parte meridionale del paese.

## Fonti e bibliografia
- (EN) - CIA Factbook - Republic of the Congo, su cia.gov. URL consultato il 16 ottobre 2006 (archiviato dall'url originale il 17 ottobre 2006).